# Hrvatska na OI 2004.
Hrvatska na je Olimpijskim igrama u Ateni 2004. nastupila s nešto manje sportaša nego li na Igrama u Sydneyu četiri godine ranije, ali je ostvaren bitno bolji uspjeh: osvojeno je pet medalja, najviše u povijesti hrvatskih samostalnih nastupa na ljetnim Olimpijskim igrama.

## Predstavnici
Hrvatsku olimpijsku delegaciju predstavljao je 81 sportaš u 14 sportova: atletika, boks, jedrenje, dizanje utega, kajak i kanu na mirnim i divljim vodama, konjički sport, plivanje, rukomet, tenis, vaterpolo, veslanje, stolni tenis, streljaštvo i taekwondo. Na svečanom otvaranju hrvatsku zastavu je nosio vaterpolist Dubravko Šimenc.

## Osvojena odličja
| OI Atena 2004. | Zlato | Srebro | Bronca | Ukupno |
| Hrvatska (CRO) | 1     | 2      | 2      | 5      |

### Zlatna medalja - 1. mjesto
- Rukomet - Ivano Balić, Davor Dominiković, Mirza Džomba, Slavko Goluža, Nikša Kaleb, Blaženko Lacković, Venio Losert, Valter Matošević, Petar Metličić, Vlado Šola, Denis Špoljarić, Goran Šprem, Igor Vori, Drago Vuković, Vedran Zrnić

### Srebrna medalja - 2. mjesto
- Plivanje - 50 m slobodno - Duje Draganja
- Veslanje - dvojac bez kormilara - Siniša i Nikša Skelin

### Brončana medalja - 3. mjesto
- Tenis - parovi - Mario Ančić i Ivan Ljubičić
- Dizanje utega - do 69 kg - Nikolaj Pešalov

## Svi rezultati hrvatskih olimpijaca

### Atletika
- Blanka Vlašić
  - skok uvis: 1.89 m (11. mjesto)
- Ivana Brkljačić
  - kladivo: 68.21 m (13. mjesto)
- Sanja Gavrilović
  - kladivo: 56.79 m (45. mjesto)
- Vera Begić
  - disk: 57.31 m (29. mjesto)
- Branko Zorko
  - 1500 m: 3:48.28 (31. mjesto)
- Jurica Grabušić
  - 110m prepone 13.87 (43. mjesto)
- Siniša Ergotić
  - skok udalj:  7.77 m (26. mjesto)
- Nedžad Mulabegović
  - kugla:  19.07 m (29. mjesto)
- Edis Elkasević
  - kugla: 18.44 m (36. mjesto)
- Dragan Mustapić
  - disk:  54.66 m (35. mjesto)
- Edi Ponoš
  - koplje: 71.43 m (33. mjesto)
- Andras Haklits
  - kladivo:  74.43 m (22. mjesto)

### Boks
- Marijo Šivolija, do 81 kg
  - 1. kolo: Marijo Šivolija – Edgar Ramon Munoz Mata (Ven) 23-31
- Vedran Đipalo, do 91. kg
  - 1. kolo: Vedran Đipalo – Adam Forsyth (Aus) 22-32

### Dizanje utega
- Nikolaj Pešalov, kategorija do 69 kg
  - (150.0, 187.5) 337.5 kg
  - 3. mjesto (brončana medalja)

### Jedrenje
- Karlo Kuret, klasa Finn
  - 61 negativni bod (4. mjesto)
- Mate Arapov, klasa laser
  - 139 negativnih bodova (14. mjesto)
- Tomislav Bašić i Petar Cupać, klasa 470
  - 136 negativnih bodova (19. mjesto)

### Kajak i kanu na divljim vodama
- Danko Herceg C-1, disciplina slalom
  - 203.49 (12. mjesto)
- Dinko Mulić, K-1, disciplina slalom
  - 210.76 (22. mjesto)

### Kajak i kanu na mirnim vodama
- Emanuel Horvatiček C1
  - 500 m:  2:06.347 (16.mjesto)
  - 1000 m: 4:24.604 (16. mjesto)

### Konjički sport
- Josef Puch
  - Eventing:  158.20 negativnih bodova (63. mjesto)

### Plivanje
- Duje Draganja
  - 50m slobodno 21.94
  - 2. mjesto (srebrna medalja)
  - 100m slobodno (49.23), 6. mjesto
  - 100m leptir (52.46), 7. mjesto
- Gordan Kožulj
  - 100m leđno (56.02) 14. mjesto
  - 200m leđno (1:59.61) 9. mjesto
- Mario Delač
  - 200m slobodno (1:55.82) 54. mjesto
- Nenad Buljan
  - 400m slobodno (4:02.76) 37. mjesto
  - 1500m slobodno (15:56.54) 29. mjesto
- Vanja Rogulj
  - 100m prsno (1:03.16) 26. mjesto
  - 200m prsno (2:18.81) 37. mjesto
- Krešimir Čač
  - 200m mješovito (2:05.33) 34. mjesto
- Saša Imprić
  - 400m mješovito (4:32.02) 32. mjesto
- Duje Draganja, Mario Delač, Ivan Mladina, Igor Čerenšek
  - 4x100m slobodno (3:21.01) 13. mjesto
- Sanja Jovanović
  - 100m leđno (1:02.47) 17. mjesto
  - 200m leđno (2:13.76) 13. mjesto
- Anita Galić
  - 400m slobodno (4:26.09) 37. mjesto
  - 800m slobodno (9:10.91) 28. mjesto
- Smiljana Marinović
  - 100m prsno (1:11.00) 20. mjesto
  - 200m prsno (2:32.52) 17. mjesto
- Petra Banović
  - 200m slobodno (2:04.24) 32. mjesto
  - 200m mješovito (2:20.83) 25. mjesto

### Rukomet
- Ivano Balić, Davor Dominiković, Mirza Džomba, Slavko Goluža, Nikša Kaleb, Blaženko Lacković, Venio Losert, Valter Matošević, Petar Metličić, Vlado Šola, Denis Špoljarić, Goran Šprem, Igor Vori, Drago Vuković, Vedran Zrnić
  - 1. kolo: Hrvatska - Island 34-30
  - 2. kolo: Hrvatska - Slovenija 27-26
  - 3. kolo: Hrvatska - Južna Koreja 29-26
  - 4. kolo: Hrvatska - Rusija 26-25
  - 5. kolo: Hrvatska - Spanjolska 30-22
  - Četvrtfinale: Hrvatska - Grčka 33-27
  - Polufinale: Hrvatska - Mađarska 33-31
  - Finale: Hrvatska - Njemačka 26-24
  - 1. mjesto (zlatna medalja)

### Stolni tenis
- Cornelia Vaida
  - 1. kolo: Cornelia Vaida - Jian Fang Lay (Aus) 0-4 (-10, -5, -6, -11)
- Tamara Boroš
  - 3. kolo: Tamara Boroš (5) - Marina Kravčenko (Izr) 4-0 (8, 6, 5, 7)
  - 4. kolo: Tamara Boroš(5) - Viktorija Pavlović (Bje) 4-2 (5, 8, -9, 8, -6, 7)
  - četvrtfinale: Tamara Boroš (5) - Yining Zhang (Kin/1) 0-4 (-10, -13, -11, -3)
- Tamara Boroš i Cornelia Vaida
  - 3. kolo: Boroš/Vaida - Strbikova/Vačovcova (Čes) 4-1 (-9, 8, 8, 7, 3)
  - 4. kolo: Boroš/Vaida - Batorfi/Toth (Ma?) 4-1 (6, -9, 9, 3, 3)
  - četvrtfinale: Boroš/Vaida - Kim BR/Kim KA (J. Kor/9) 0-4 (-4, -5, -3, -8)
- Zoran Primorac
  - 2. kolo: Zoran Primorac - Srđan Miličević (BiH) 4-1 (-8, 6, 7, 8, 8)
  - 3. kolo: Zoran Primorac - Ma Lin (Kin/2) 1-4 (-5, -3, -3, 9, -5)

### Streljaštvo
- Mirela Skoko Ćelić
  - Zračni pištolj 10m 381 krug (15. mjesto)
  - MK pištolj 25m 569 krugova (27. mjesto)

### Taekwondo
- Sandra Sarić, do 67 kg.
  - 1. kolo: Sandra Sarić - Nina Solheim (Nor) 2-5
- Nataša Vezmar, preko 67 kg 
  - četvrtfinale: Nataša Vezmar – Nadin Dawani (Jor) 4-5
  - za 9. mjesto: Hrvatska – Australija 7-8

### Tenis
- Mario Ančić i Ivan Ljubičić
  - 1. kolo: Ančić/Ljubičić - Bjorkman/J. Johansson (Sve) bez borbe
  - 2. kolo: Ančić/Ljubičić - Damm/Suk (Čes) 7-6 (6), 6-7 (2), 7-5
  - četvrtfinale: Ančić/Ljubičić - Llodra/Santoro (Fra) 4-6, 6-3, 9-7
  - polufinale: Ančić/Ljubičić - Gonzalez/Massu (Čil) 5-7, 6-4, 4-6
  - za brončanu medalju: Ančić/Ljubičić - Bhupati/Paes (Ind) 7-6 (5), 4-6, 16-14
  - 3. mjesto (brončana medalja)
- Mario Ančić
  - 1. kolo: Mario Ančić - Tommy Haas (Njem) 1-6, 5-7
- Ivan Ljubičić
  - 1. kolo: Ivan Ljubičić - Sargis Sargsian (Arm) 6-3, 6-4
  - 2. kolo: Ivan Ljubičić - Joachim Johansson (Šve) 7-6 (3), 6-4
  - 3. kolo: Ivan Ljubičić - Taylor Dent (SAD) 4-6, 4-6
- Ivo Karlović
  - 1. kolo: Ivo Karlović - Andrei Pavel (Rum/13) 6-4, 6-7 (10), 6-2
  - 2. kolo: Ivo Karlović - Arnaud Clément (Fra) 7-6 (4), 4-6, 6-4
  - 2. kolo: Ivo Karlović - Carlos Moyá (Spa) 6-4, 6-7 (3), 4-6
- Jelena Kostanić i Karolina Šprem
  - 1. kolo: Kostanić/Sprem - Prakusya/Widjaja (Ina) 6-3, 6-2
  - 2. kolo: Kostanić/Šprem - Asagoe/Sugiyama (Jap) 3-6, 5-7
- Jelena Kostanić
  - 1. kolo: Jelena Kostanić - Kristina Brandi (Pue) 5-7, 1-6
- Karolina Šprem
  - 1. kolo: Karolina Šprem (12) - Gisela Dulko (Arg) 7-6 (6), 7-5
  - 2. kolo: Karolina Šprem (12) - Angelique Widjaja (Ina) 6-3, 6-1
  - 3. kolo: Karolina Šprem (12) - Ai Sugiyama (Jap/8) 6-7 (6), 1-6

### Vaterpolo
- Samir Barać, Damir Burić, Elvis Fatović, Nikola Franković, Igor Hinić, Vjekoslav Kobešćak, Danijel Premuš, Mile Smodlaka, Dubravko Šimenc, Ratko Štritof, Frano Vićan, Goran Volarević, Tihomil Vranješ
  - 1. kolo: Hrvatska – SAD 6-7
  - 2. kolo: Hrvatska – Mađarska 8-10
  - 3. kolo: Hrvatska – Rusija 8-9
  - 4. kolo: Hrvatska – SCG 8-11
  - 5. kolo: Hrvatska – Kazahstan 5-4
  - razigravanje od 7. do 12. mjesta: Hrvatska – Egipat 12-1
  - razigravanje od 7. do 10. mjesta: Hrvatska – Italija 7-11.

### Veslanje
- Siniša Skelin i Nikša Skelin
  - dvojac bez kormilara, 6:32.64
  - 2. mjesto (srebrna medalja)
- Damir Vučičić, Igor Boraska, Petar Milin i Marko Dragičević
  - četverac bez kormilara (5:57.36) 12. mjesto